# Ulf Birgersson
Ulf Birgersson (latin: Ulpho Birgeri), död 19 december 1433, var en svensk författare. Han var munk av Birgittinorden i Vadstena kloster. Han är känd för sina uttolkningar av heliga Birgittas Uppenbarelser. 

## Biografi
Ulf Birgersson var son till Bierger och Ingeborg Nilsdotter på Lårbo i Ledbergs socken. Han studerade vid Linköpings skola, Linköping och reste sedan utomlands. Birgersson led skeppsbrott och fick då under 40 dagar vara utan mat och utstå svårt lidande. Han lovade att bli munk vid Vadstena kloster om han blev räddad. Senast 13 mars 1405 blev han sakristian i Linköping och var tillika rektor för Katedralskolan, Linköping från 25 augusti 1405. Birgersson blev 6 november 1407 munk vid Vadstena kloster, Vadstena. Han var från 17 april 1423 till 22 augusti 1426 generalkonfessor vid klostret. Birgersson avled 19 december 1433.